# Квінтон Тауншип (Нью-Джерсі)
Квінтон Тауншип (англ. Quinton Township) — селище (англ. township) в США, в окрузі Салем штату Нью-Джерсі. Населення — 2580 осіб (2020).

## Демографія
Згідно з переписом 2010 року, у селищі мешкало 2666 осіб у 1036 домогосподарствах у складі 756 родин. Було 1099 помешкань
Расовий склад населення:
| - 81,6 % — білих - 12,9 % — чорних або афроамериканців - 0,6 % — корінних американців - 0,4 % — азіатів - 1,2 % — осіб інших рас |

До двох чи більше рас належало 3,4 %. Частка іспаномовних становила 4,0 % від усіх жителів.
За віковим діапазоном населення розподілялося таким чином: 23,6 % — особи молодші 18 років, 60,2 % — особи у віці 18—64 років, 16,2 % — особи у віці 65 років та старші. Медіана віку мешканця становила 41,5 року. На 100 осіб жіночої статі у селищі припадало 95,9 чоловіків;  на 100 жінок у віці від 18 років та старших — 90,7 чоловіків також старших 18 років.
Середній дохід на одне домашнє господарство  становив 72 670 доларів США (медіана — 64 722), а середній дохід на одну сім'ю — 81 967 доларів (медіана — 71 935). Медіана доходів становила 65 875 доларів для чоловіків та 37 083 долари для жінок. За межею бідності перебувало 7,1 % осіб, у тому числі 8,1 % дітей у віці до 18 років та 5,3 % осіб у віці 65 років та старших.
Цивільне працевлаштоване населення становило 1115 осіб. Основні галузі зайнятості: освіта, охорона здоров'я та соціальна допомога — 25,5 %, виробництво — 16,7 %, транспорт — 13,4 %, роздрібна торгівля — 10,8 %.